# Klukowicze
Klukowicze is een plaats in het Poolse district  Siemiatycki, woiwodschap Podlachië. De plaats maakt deel uit van de gemeente Nurzec-Stacja en telt 370 inwoners.